# Samen voor altijd
Samen voor altijd is een single van de Nederlandse zanger Marco Borsato, in samenwerking met zijn dochter Jada Borsato, Lange Frans, Willem Frederiks (de zoon van Lange Frans), John Ewbank en Day Ewbank (de dochter van John Ewbank). De single verscheen op 7 december 2013. Het is de derde single van het album Duizend spiegels. Het werd Borsato's derde nummer 1-hit in 2013 in de Nederlandse Single Top 100. Opmerkelijk was dat Borsato zich zelf van de eerste plaats stootte. In de Nederlandse Top 40 kwam de single niet hoger dan een twaalfde positie. In de Vlaamse Ultratop 50 bereikte de single voor 3 weken de nummer 1-positie.

## Hitnoteringen
| Hitlijst               | Datum van binnenkomst | Hoogste positie | Aantal weken | Laatste notering |
| ---------------------- | --------------------- | --------------- | ------------ | ---------------- |
| Single Top 100         | 30-11-2013            | 1               | 19           | 5-4-2014         |
| Nederlandse Top 40     | 07-12-2013            | 12              | 11           | 15-02-2014       |
| Vlaamse Ultratop 50    | 07-12-2013            | 1               | 10           | 8-2-2014         |
| Vlaamse Radio 2 Top 30 | 20-12-2013            | 16              | 10           | 22-2-2014        |

### Nederlandse Top 40
| Hitnotering: 07-12-2013 t/m 15-02-2014 | Hitnotering: 07-12-2013 t/m 15-02-2014 | Hitnotering: 07-12-2013 t/m 15-02-2014 | Hitnotering: 07-12-2013 t/m 15-02-2014 | Hitnotering: 07-12-2013 t/m 15-02-2014 | Hitnotering: 07-12-2013 t/m 15-02-2014 | Hitnotering: 07-12-2013 t/m 15-02-2014 | Hitnotering: 07-12-2013 t/m 15-02-2014 | Hitnotering: 07-12-2013 t/m 15-02-2014 | Hitnotering: 07-12-2013 t/m 15-02-2014 | Hitnotering: 07-12-2013 t/m 15-02-2014 | Hitnotering: 07-12-2013 t/m 15-02-2014 | Hitnotering: 07-12-2013 t/m 15-02-2014 |
| Week:                                  | 1                                      | 2                                      | 3                                      | 4                                      | 5                                      | 6                                      | 7                                      | 8                                      | 9                                      | 10                                     | 11                                     |                                        |
| -------------------------------------- | -------------------------------------- | -------------------------------------- | -------------------------------------- | -------------------------------------- | -------------------------------------- | -------------------------------------- | -------------------------------------- | -------------------------------------- | -------------------------------------- | -------------------------------------- | -------------------------------------- | -------------------------------------- |
| Positie:                               | 12                                     | 16                                     | 13                                     | 13                                     | 22                                     | 20                                     | 20                                     | 18                                     | 21                                     | 24                                     | 38                                     | uit                                    |

### NederlandseSingle Top 100
| Hitnotering: 30-11-2013 t/m 05-04-2014 | Hitnotering: 30-11-2013 t/m 05-04-2014 | Hitnotering: 30-11-2013 t/m 05-04-2014 | Hitnotering: 30-11-2013 t/m 05-04-2014 | Hitnotering: 30-11-2013 t/m 05-04-2014 | Hitnotering: 30-11-2013 t/m 05-04-2014 | Hitnotering: 30-11-2013 t/m 05-04-2014 | Hitnotering: 30-11-2013 t/m 05-04-2014 | Hitnotering: 30-11-2013 t/m 05-04-2014 | Hitnotering: 30-11-2013 t/m 05-04-2014 | Hitnotering: 30-11-2013 t/m 05-04-2014 | Hitnotering: 30-11-2013 t/m 05-04-2014 | Hitnotering: 30-11-2013 t/m 05-04-2014 | Hitnotering: 30-11-2013 t/m 05-04-2014 | Hitnotering: 30-11-2013 t/m 05-04-2014 | Hitnotering: 30-11-2013 t/m 05-04-2014 | Hitnotering: 30-11-2013 t/m 05-04-2014 | Hitnotering: 30-11-2013 t/m 05-04-2014 | Hitnotering: 30-11-2013 t/m 05-04-2014 | Hitnotering: 30-11-2013 t/m 05-04-2014 | Hitnotering: 30-11-2013 t/m 05-04-2014 |
| Week:                                  | 1                                      | 2                                      | 3                                      | 4                                      | 5                                      | 6                                      | 7                                      | 8                                      | 9                                      | 10                                     | 11                                     | 12                                     | 13                                     | 14                                     | 15                                     | 16                                     | 17                                     | 18                                     | 19                                     |                                        |
| -------------------------------------- | -------------------------------------- | -------------------------------------- | -------------------------------------- | -------------------------------------- | -------------------------------------- | -------------------------------------- | -------------------------------------- | -------------------------------------- | -------------------------------------- | -------------------------------------- | -------------------------------------- | -------------------------------------- | -------------------------------------- | -------------------------------------- | -------------------------------------- | -------------------------------------- | -------------------------------------- | -------------------------------------- | -------------------------------------- | -------------------------------------- |
| Positie:                               | 1                                      | 8                                      | 12                                     | 12                                     | 21                                     | 14                                     | 12                                     | 14                                     | 22                                     | 27                                     | 39                                     | 50                                     | 48                                     | 55                                     | 75                                     | 81                                     | 95                                     | 90                                     | 94                                     | uit                                    |

### VlaamseUltratop 50
| Positie: | 11 | 1 | 1 | 1 | 8 | 15 | 20 | 20 | 28 | 34 | uit |

### VlaamseRadio 2 Top 30
| Positie: | 28 | 28 | 22 | 20 | 17 | 16 | 17 | 24 | 26 | 30 | uit |